# Román Colón
Román Benedicto Colón (nacido el 13 de agosto de 1979 en Montecristi) es un lanzador dominicano de Grandes Ligas que se encuentra en la agencia libre. Colón mide de 6 pies, 6 pulgadas (198 cm) de alto y pesa 245 libras (111 kg).

## Carrera

### Atlanta Braves
Colón fue firmado como amateur por los Bravos de Atlanta en 1995 y comenzó su carrera profesional con el equipo de los Bravos en la Dominican Summer League en 1996. En 1997, ocupó el primer lugar en la Liga de la Gulf Coast League en carreras permitidas (47) y carreras limpias (30), quinto en entradas lanzadas (63), cuarto en hits permitidos (68), segundo en juegos iniciados (12). En 1998, clasificó tercero en la Appalachian League en carreras anotadas (59) y juegos iniciados (13), cuarto en carreras limpias (47) y el primero en hits permitidos (92) y derrotas (7).
En 1999, fue nombrado por la organización como lanzador del año de los Jamestown Jammers. Lideró al equipo en victorias y ponches y empató en el liderato del equipo en entradas lanzadas. Colón se perdió todo el 2000 debido a una lesión. Después de regresar en 2001, fue promovido al equipo Macon Braves el 3 de mayo desde los entrenamientos de primavera. Tuvo el noveno mejor ratio en base por bolas por 9 entradas en la historia de Macon Bravos (1.83) y ponchó en una temporada a siete bateadores en tres ocasiones para un récord personal. Ponchó a seis en seis entradas el 18 de mayo en Asheville para su primera victoria de la temporada.
Tuvo una sólida temporada en 2002, terminando con récord de 9-8 con una efectividad de 3.59. En las dos temporadas después de su problema del brazo, dio boletos a sólo 64 bateadores en 291 entradas con 185 ponches. Colón lanzó un juego completo el 2 de junio frente al equipo Frederick Keys (9 IP, 7 H, 1 R, 1 ER, 6 K). También ponchó a ocho bateadores el 6 de mayo frente a Winston-Salem Warthogs (7⅓ IP, 6 H, R 1, 0 ER, 1 BB, 8 K).
En 2003, fue nombrado lanzador del mes de los Greenville Braves en abril (2-0, 2.86 de efectividad en cuatro juegos). Terminó primero en el club y el tercero en la Doble-A Southern League en victoria, terminando con 11-3. Obtuvo una victoria en su primera apertura en Double-A en una victoria 3-1 contra Chattanooga Lookouts el 9 de abril (5 IP, 3 H, 1 R, 3 BB, 4 K). Ganó su primeras tres decisiones antes de perder aperturas consecutivas el 12 de mayo y 17 de mayo, permitiendo 8 carreras en 16 hits en 12 innings. Terminó con 6-3 (3.66) en 12 salidas (71⅓ IP, 68 H, 22 BB, 38 K) y terminó con 5-0 (2.78), con dos salvamentos en 27 apariciones como relevista (35⅔ IP, 36 H, 11 BB, 20 K). Sin embargo, cerró la temporada ganando sus últimas siete decisiones (sin perder después del 29 de mayo) y no permitió carreras en sus últimos 13 partidos de la temporada del 1 de agosto al 1 de septiembre. Obtuvo su primer salvamento al lanzar un inning perfecto en una victoria 5-3 en Jacksonville el 23 de julio.
Colón lanzó en tres niveles diferentes en 2004 y terminó el año con Atlanta. En el equipo de Triple-A, Richmond Braves, terminando con 4-1 con una efectividad de 3.65 en 51 apariciones y fue lanzador del mes de Richmond en julio, terminando con 2-0 con una efectividad de 1.33 (12 G, 20⅓ IP, 3 ER, BB, 17 K). Dio boletos a sólo dos bateadores después del 1 de julio en Richmond (19 G, 31.1 IP) y no permitió carreras en sus últimas seis apariciones, desde el 4 al 17 de agosto (10⅔ IP, 2 H, BB, 11 K). Fue llamado por Atlanta el 18 de agosto e hizo su debut en Grandes Ligas el 21 de agosto en Los Angeles, lanzando la octava entrada. No permitió un hit y abanicó a dos. Obtuvo su primera victoria de Grandes Ligas el 30 de agosto frente a San Francisco con una novena entrada sin permitir anotaciones. Sufrió su primera derrota de Grandes Ligas el 9 de septiembre contra Filadelfia. Reforzó en forma admirable una rotación de los Bravos lesionada y agotada en 2005, permitiéndole a los Cachorros de Chicago solamente una carrera en siete entradas el 5 de julio.

### Detroit Tigers
Los Tigres de Detroit adquirieron a Colón desde los Bravos (junto con Zach Miner) por Kyle  Farnsworth el 31 de julio de 2005, fecha límite de cambios. Pasó la mayor parte de su militancia con los Tigres en el bullpen antes de hacer dos aperturas en septiembre, y fue marginado después de tener rigidez en su codo de lanzar. En 2006, apareció en 20 juegos para los Tigres.
Colón comenzó la temporada 2007 en la lista de lesionados. Durante una asignación de rehabilitación en el equipo de Triple-A, Toledo Mud Hens, se vio involucrado en un altercado con su compañero el lanzador Jordan Tata. Durante el transcurso de la pelea, Colón trató de golpear a Tata y en lugar dio un puñetazo en la cara a Jason Karnuth, el cerrador de Toledo Mud Hens que estaba tratando de interceder y acabar con la pelea. La lesión causó que Karnuth fuera llevado al hospital y sometido a cirugía plástica en su cara. Según su esposa, quien presentó cargos contra Colón en nombre de su marido, Karnuth requirió que se le atornillara una placa de titanio en la cabeza. Karnuth perdió la mayor parte de la temporada 2007 como consecuencia de las lesiones. Los Tigres suspendieron a Colón por 7 días después del incidente. El 15 de enero de 2008, Colón no refutó los cargos y fue condenado a 200 horas de servicio comunitario.

### Kansas City Royals
Colón fue cambiado a los Reales de Kansas City el 13 de julio de 2007, por un jugador a ser nombrado más tarde (el lanzador de ligas menores Daniel Christensen). Fue enviado a las ligas menores después de la temporada y fue invitado a los entrenamientos de primavera en 2008. Se convirtió en agente libre tras la temporada 2008, pero fue firmado nuevamente por los Reales e invitado a sus entrenamientos de primavera en 2009. Lanzó en 48 juegos de Grandes Ligas con los Reales en 2009 y 2010, terminando con récord de 2-3 con una efectividad de 4.83.

### Kia Tigers
Colón firmó con los Kia Tigers de Corea del Sur el 5 de mayo de 2010. Hizo 21 aperturas para los Kia, terminando con 8-7 con una efectividad de 3.91.

### Los Angeles Dodgers
El 12 de enero de 2011, firmó un contrato de ligas menores con los Dodgers de Los Ángeles, que incluyó una invitación a los entrenamientos de primavera. Fue asignado al equipo de AAA, Isótopos  de Albuquerque. Apareció en 26 partidos con un récord de 2-1 y una efectividad de 5.02 para los Isótopos.

### Regreso a Kansas City
El 25 de enero de 2012, Colón firmó un contrato de ligas menores con invitación a entrenamientos de primavera. Lanzó en 3 juegos de Grandes Ligas.

### Pittsburgh Pirates
En enero de 2013 firmó un contrato de ligas menores con los Piratas de Pittsburgh.